# Cyphostyleae
Cyphostyleae  je biljni tribus iz porodice melastomovki, dio potporodice Melastomatoideae.

## Opis
Cyphostileae su isključivo neotropsko i malo pleme, ali slabo proučeno i sakupljavano. Uključuje 25 vrsta u četiri roda od niske do srednje nadmorske visine u Andama u Kolumbiji, Ekvadoru i Peruu. Iako skupina nije bogata vrstama, neke ili sve njezine vrste imaju nekoliko karakteristika inače rijetkih u porodici: lišće s perastim žilicama, haplostemonozni cvjetovi, kaliptratne čaške (nose strukturu nalik poklopcu ili kapici), zakrivljeni oblik, dvobojne latice, kapsulasti plodovi koji potječu iz donjih jajnika, i sjemenke s dugim dodacima.

## Rodovi
1. Quipuanthus Michelang. & C. Ulloa (1 sp.)
2. Alloneuron Pilg. (6 spp.)
3. Allomaieta Gleason (10 spp.)
4. Wurdastom B. Walln. (10 spp.)